# Oboe d’amore

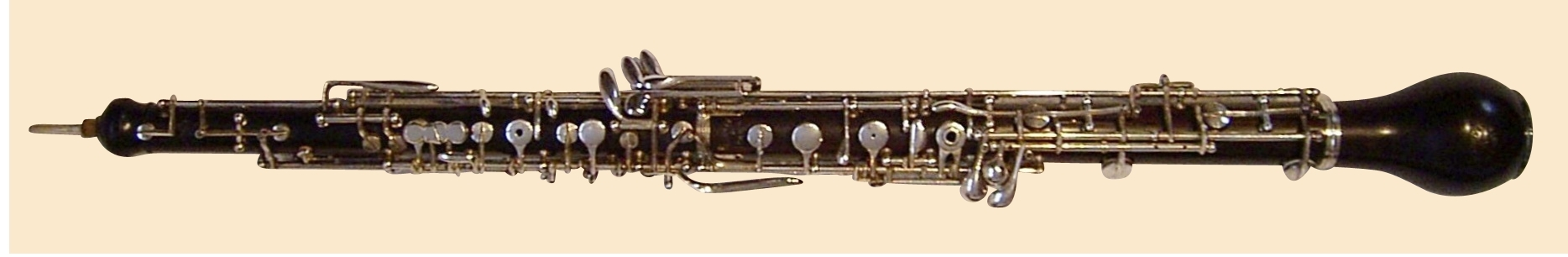
Oboe d’amore

Oboe d’amore är ett träblåsinstrument med dubbla rörblad vars register ligger mitt emellan oboe och engelskt horn. Instrumentets klangfärg är individuell men erinrar om bägge de förut nämnda släktingarna. Den är ett transponerande instrument och stämd i A.